# 고다마 겐타로
고다마 겐타로(일본어: 児玉源太郎, 1852년 4월 14일(가에이 5년 2월 25일) ~ 1906년(메이지 39년) 7월 23일)는 일본 제국의 육군 군인이며 화족이다. 러일 전쟁 당시에 만주군 총참모장으로 참전하여 승리에 공헌한 명장으로 알려져 있다. 대만 총독, 육군대신, 내무대신, 문부대신, 육군참모총장 등을 역임하였고, 육군대장 정2위 훈1등 자작이다.

## 생애
1852년에 조슈번의 지번 도쿠야마번의 중급 무사(100석) 고다마 한쿠로(児玉半九郎)의 장남으로 스오국 츠노 군 도쿠야마 촌(현재 야마구치현 슈난시)에서 태어났다. 5살 때에 아버지가 사망하자 누나 히사코(久子)의 남편으로 가독을 승계한 고다마 지로히코(児玉次郎彦)에게서 양육되었다. 그러나 13살 때에 고다마 지로히코가 좌막파의 테러에 의하여 참살 당하자 일가는 곤궁해졌다.
1868년(메이지 원년)에 첫 출진을 하였고, 하사관으로 하코다테 전쟁(箱館戦争)에 참전한 후에 육군에 입대하였다. 1874년 사가의 난(佐賀の乱)에 대위로 참전하여 부상을 당하였다.
1876년에 구마모토 진대의 준참모로 신푸렌의 난(神風連の乱)을 진압하였고, 같은 진대의 참모부장(소좌)으로 근무할 당시에는 세이난 전쟁에 참전하여 구마모토성 농성전에 참가하였다. 진대 사령장관 다니 다데키(谷干城) 소장을 보좌하여 사츠마 군의 공격으로부터 구마모토 성을 사수하였다.
1898년부터 1906년까지 대만 총독으로 재직 당시 청일 전쟁 종료 후에 방역 사무로 재능을 보인 고토 신페이를 대만총독부 민정국장(민정장관으로 개칭)으로 임명하여 전면적인 신뢰를 바탕으로 통치를 위임하였다. 고토는 식민지 통치에 대한 저항을 철저하게 진압하면서도 한편으로는 온건한 처우의 정책을 행하여 일본이 타이완을 장악하는데 일조하였다.
러일 전쟁의 개전 전에 대만 총독인 채로 내무대신을 겸임하고 있었지만 1903년에 대러시아전 계획을 입안하고 있던 참모차장 다무라 이요조(田村怡与造)가 급사하면서 참모총장 오야마 이와오의 특별한 청으로 내무대신에서 사임하고 다무라의 후임을 맡았다. 타이완 총독의 직위를 유지하였고, 러일 전쟁을 위하여 새롭게 편성된 만주군 총참모장도 맡게 되었다. 만주군 총참모장으로 만주로 건너 간 이후 요동 전투, 사하 전투, 산데푸 전투, 봉천 전투 등에서 총사령 오야마 이와오 원수를 보좌하였다. 봉천 전투를 보고 받은 대본영이 블라디보스토크으로 진군을 통한 연해주의 점령을 계획하자 고다마는 급히 도쿄로 돌아와 전쟁의 종결을 진언하였다.
러일 전쟁 이후에 참모총장에 임명되었고, 남만주철도 창립위원장도 겸임하였다. 위원장에 취임한 10일 후인 1906년 7월 23일 취침 중에 뇌일혈로 급사하였다.
사후 자작위는 장남 히데오가 이었다.